# Eleonore Plantagenet
Eleonore Plantagenet, eigentlich Eleanor of England (spanisch Leonor de Castilla, französisch Aliénor d’Angleterre, katalanisch Elionor d’Anglaterra), Gräfin von Gascogne 1170 (* 1162; † im Oktober 1214) war Tochter von König Heinrich II. von England (Haus Plantagenet) und Herzogin Eleonore von Aquitanien.

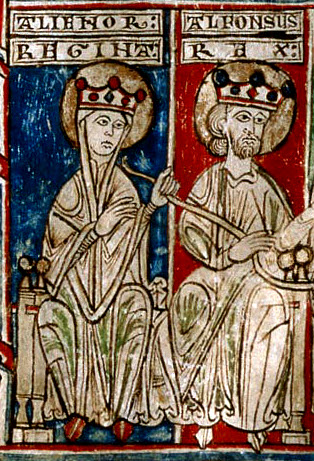
Eleonore mit ihrem Ehemann König Alfons VIII. von Kastilien. (Spanische Miniatur aus dem 12. Jahrhundert, Biblioteca nacional de España, Madrid)

1165 wurde zwischen Heinrich II. und Rainald von Dassel ihre Verlobung mit dem späteren Herzog Friedrich V. von Schwaben, dem damals neun Monate alten ältesten Sohn von Kaiser Friedrich I. Barbarossa, vereinbart. Nachdem Friedrich aber um 1170 verstorben war, wurde sie 1170 mit König Alfons VIII. von Kastilien verlobt, den sie 1176 heiratete. Aus dieser Ehe stammen folgende Kinder:
- Berenguela von Kastilien (1180–1246), Königin von Kastilien

1. ⚭ Konrad II., Herzog von Schwaben
2. ⚭ Alfons IX. von Kastilien und Léon

- Sancho, Prinz von Kastilien (1181)
- Sancha, Prinzessin von Kastilien (1182–1184)
- Urraca von Kastilien (1186–1220) ⚭ Alfons II., König von Portugal.
- Blanca von Kastilien (1188–1252) ⚭ Ludwig VIII., König von Frankreich
- Ferdinand, Prinz von Kastilien (1189–1211)
- Mafalda, Prinzessin von Kastilien (1191–1204)
- Heinrich, Prinz von Kastilien (* 1192)
- Konstanze von Kastilien (* 1196)
- Eleonore von Kastilien († 1244) ⚭ Jakob I., König von Aragón
- Heinrich I., König von Kastilien (1204–1217)
- Konstanze von Kastilien († 1243), Äbtissin von Las Huelgas

Alfons VIII. und Eleonore starben im gleichen Jahr. Sie wurden in einem Doppelsarkophag in der Kirche der Abtei Las Huelgas bestattet.